# Rollright Stones
Die Rollright Stones (auch Kings Men genannt) sind ein Komplex von drei benachbarten Monumenten aus der Stein- und Bronzezeit südlich von Long Compton im Süden von Warwickshire, die (jenseits der Grenze) in Oxfordshire in England liegen und zwischen dem 4. und 2. Jahrtausend v. Chr. entstanden.
Der Komplex besteht aus dem Steinkreis „Kings Men“ mit 77 Steinen, der etwa 33,0 m Durchmesser hat. Dazu kommen der etwa 50,0 m entfernt, nordöstlich auf der anderen Seite der Straße gelegene höhere Menhir (englisch Standing Stones), der so genannte „King Stone“ und der etwa 250 m östlich gelegene eingezäunte Dolmenrest „Wispering Knights“, die zu verschiedenen Zeiten entstanden. Die Beschreibung der Rollright Stones beginnt im 16. Jahrhundert. In den 1980er Jahren kam der Archäologe George Lambrick zu dem Schluss, dass der Kreis ursprünglich ein "perfekter Kreis" war, in dem die Steine einander berührten. Eine Form die sehr selten ist, da die meisten Steine in den Kreisen auf Abstand stehen.

## Die Legende
Ein König hatte seine Armee auf dem Hügel gelagert, ermutigt durch das Versprechen einer Hexe: Wenn er den Kreis in sieben Schritten erreichte und das Dorf Long Campton im Tal erspähte, würde er König von England werden. Es erschien einfach, aber die Hexe betrog ihn und ließ einen Hügel entstehen, um ihm die Sicht zu versperren. Da er seinen Teil der Vereinbarung nicht einhalten konnte, wurden er und seine Männer zu Steinen.